# Phylicia Whitney

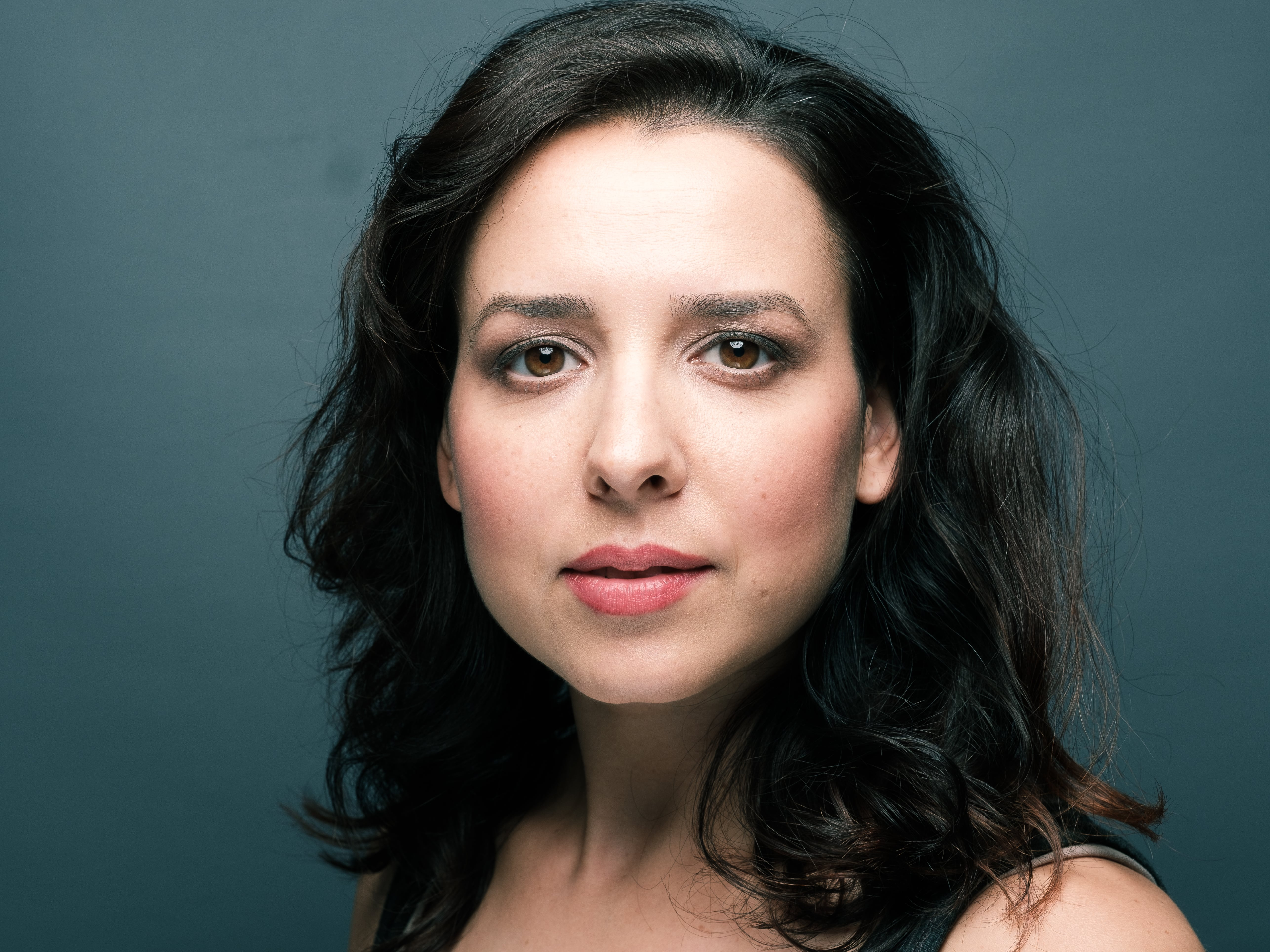
Phylicia Whitney (2019)

Phylicia Whitney („Flitzi“) ist eine deutsche TV-Moderatorin und Fernsehreporterin. Bekannt wurde sie durch ihre eigene Kategorie als On-Air Reporterin im Sat.1-Frühstücksfernsehen und als Moderatorin für das TV-Magazin Inside eSports auf Sport1. Aktuell ist sie für die ARD und den Südwestrundfunk Live-Moderatorin und On-Air Reporterin für Live nach neun, Kaffee oder Tee und SWR Aktuell im TV und Radio im Einsatz.

## Werdegang
Nach ihrem Abitur absolvierte sie eine Ausbildung am Schauspiel Hannover, wo sie in mehreren Theaterproduktionen mitwirkte. Danach wechselte sie für ihre zweite Ausbildung zum Fernsehsender RTLs, wo sie für diverse Sendungen und Internetplattformen von RTL interactive, wie z. B. Comedy Rocket und Clipfish als Redakteurin und Reporterin tätig war und 2012 ihre eigene Webshow produzierte. Anschließend absolvierte sie ihr Studium im Bereich Redaktion mit dem Schwerpunkt Online an der Technischen Hochschule Köln (B.A.).
Bis 2022 war sie 12 Jahre lang regelmäßig vor der Kamera im Sat.1-Frühstücksfernsehen zu sehen, wo sie den Fernsehzuschauern die Themen Videospiele, Apps sowie Hardware näher brachte und die neusten Technik-Highlights vorstellte. Weiterhin war sie bis 2018 regelmäßig in der gleichen Funktion bei den RTLZWEI News zu sehen und berichtete von verschiedenen Action-Events für FlitziGamez. 2016 arbeitete sie als freie TV-Reporterin für Punkt 12 und Nitro, sowie für die VOX News. Sie moderierte bis 2019 Livestreams, Interviews und Backstageberichte im Unterhaltungsbereich der täglichen Serien Alles was zählt, Gute Zeiten, schlechte Zeiten und Unter uns. Whitney war bis 2020 als On-Air Reporterin für das TV-Magazin TOGGO Show jeden Samstag und Sonntag auf Super RTL (Toggo plus) zu sehen.
Seit 2019 ist sie regelmäßig für den Südwestrundfunk im Einsatz und berichtet als TV-Reporterin über Lokalthemen in der Landesschau und ist für die Nachrichten als Live-Moderatorin für SWR Aktuell im Einsatz und regelmäßig für Außenberichterstattungen als On-Air Reporterin für Kaffee oder Tee zu sehen. Auch live im Studio ist sie für Schwerpunktthemen zu Gast. Außerdem berichtet sie auch im Hörfunk bei SWR1 und SWR4 2022 wechselte sie vom SWR Studio Koblenz, wo sie hauptsächlich als Reporterin für DASDING im Einsatz war, zum SWR Mannheim in die TV-Redaktion. Zudem moderiert sie seit Januar 2020 das TV-Magazin Inside eSports auf Sport1.
Neben ihrer Tätigkeit vor der Kamera moderiert sie Veranstaltungen und Messen für Großunternehmen. Außerdem ist sie als Videojournalistin und Produzentin für TV-Formate und Image-Filme tätig. Neben den Bereichen Unterhaltung, Spiele, Technik und Lokalthemen in Baden-Württemberg, hat sie sich auch in der Anime-Szene als Reporterin auf verschiedenen Fachmessen einen Namen gemacht.
Als Spielejournalistin schrieb sie u. a. für die Magazine Chip gameware, Gameswelt und Gamepire. Im Jahr 2017 zählte GamesWirtschaft.de Whitney zu den Top 10 Frauen der deutschen Gamesbranche in der Kategorie „Medien“ und war 2021 für den Deutschen Sportjournalistenpreis nominiert.

## Privates
Geboren ist Phylicia Whitney in Goslar, Niedersachsen. Aufgewachsen ist sie in Hannover. Während dieser Zeit tanzte sie Hip-Hop, u. a. auch auf Meisterschaften und nahm Gesangs- und Klavierstunden. Bis 2016 gab sie Kurse für Kinder und Jugendliche im Hip-Hop Dance. Nach ihrer Schauspielausbildung zog sie nach Köln. Seit 2021 lebt Whitney in der Nähe von Mannheim. Sie engagiert sich für diverse Organisationen, die sich dem Tierschutz und Klimaschutz widmen. Im Mai 2025 hat sie sich öffentlich im Sat.1-Frühstücksfernsehen als lesbisch geoutet.